# Жоливе, Андре
Андре́ Жоливе́ (фр. André Jolivet; 8 августа 1905, Париж — 20 декабря 1974, там же) — французский композитор.

## Биография
Жоливе родился в семье отца-художника и матери-пианистки. Родители готовили его к карьере учителя, но уже в детстве он проявил заметный музыкальный талант. С четырнадцати лет Жоливе начал обучаться игре на виолончели, вскоре появились и его первые сочинения. В 1920 он был принят в хор одного из парижских соборов, где местный капельмейстер взялся обучать его гармонии и исполнении на органе. Вскоре Жоливе оставил школу и в течение ближайших лет подрабатывал на разных должностях. С 1928 он изучал контрапункт, гармонию и классические музыкальные формы под руководством Поля Ле Флема, познакомившего его с полифоническим письмом XV—XVI веков.
Примерно в это же время Жоливе знакомится с сочинениями, написанными в атональной технике: в 1927 он присутствует на концерте в зале Плейель, где исполняются работы Арнольда Шёнберга (среди исполнителей был пианист Эдуард Штейерманн), а два года спустя — на премьере сочинения Эдгара Вареза «Америки». Масштабные звуковые массы и широкое использование ударных инструментов произвели на молодого музыканта большое впечатление, и через некоторое время Ле Флем познакомил его с Варезом, который начал частным образом обучать Жоливе композиции. Влияние Вареза заметно в работах Жоливе этого периода с экспериментами в области оркестровки, акустики и атональности.
В 1933 Варез вернулся в США, оставив своему ученику на память шесть фигурок, которые стали для Жоливе своеобразными талисманами. Через два года он пишет сюиту «Мана» для фортепиано в шести частях, каждая из которых названа в честь одной из этих фигурок. В творчестве композитора начинается так называемый «волшебный» период, среди наиболее заметных работ которого — «Пять заклинаний» для флейты соло и Пять ритуальных танцев для оркестра. В это время Жоливе вдохновлялся традициями и культурой Африки и Восточной Азии.
Ещё в 1931 году на сочинения Жоливе обратил внимание молодой Оливье Мессиан, способствовавший исполнению некоторых из них на концертах Национального музыкального общества. В творческих взглядах двух композиторов было много общего, оба интересовались экзотическими культурами и стремились расширить эмоциональные границы музыки. В 1935 Жоливе, Мессиан и Даниель-Лесюр создают авангардное музыкальное общество «Спираль» (La spirale), через год к ним присоединяется Ив Бодрие, в результате чего формируется группа «Молодая Франция» (La jeune France). Молодые композиторы отвергли главенствовавшие в то время в европейской музыке творческие и философские принципы Стравинского, Сати, «Шестёрки», эксперименты чешских и немецких композиторов, избрав собственный путь. Первый концерт из их сочинений, состоявшийся 3 июня 1936 года под управлением Роже Дезормьера, принёс «Молодой Франции» широкую известность. Деятельность группы была прервана началом Второй мировой войны: Мессиан попал в плен, а Жоливе призвали на службу. Военные впечатления сподвигли композитора на создание в 1940 году «Мессы на день мира» и «Трёх жалоб солдата».
Во время войны Жоливе не прекращал сочинять, однако его стиль претерпел значительные изменения. Отказавшись от атональности в пользу лиризма и ясности изложения, композитор также некоторое время продолжал «магическую» линию творчества («Песнь Линоса» для флейты и фортепиано, 1944). Около 1945 Жоливе пришёл к компромиссу между двумя этими направлениями.
В 1945—1946 Жоливе написал несколько критических статей. Дебютом стала статья в журнале «Чёрное и белое» (Noir et Blanc) под названием «Достаточно Стравинского» (Assez de Stravinsky), в которой он объявил, что творчество этого композитора не оказало на французскую музыку никакого влияния. Статья вызвала большой интерес у музыкальной общественности, в защиту Стравинского выступил Франсис Пуленк, откликнувшийся в газете «Фигаро» статьёй «Да здравствует Стравинский» (Vive Stravinsky).
С 1945 по 1959 Жоливе занимал пост музыкального руководителя театра «Комеди Франсез» и написал музыку к ряду театральных постановок. Композитор также работал на радио, сочинял музыку к кинофильмам, много путешествовал. Под впечатлением от поездок в страны Среднего Востока, Восточной Азии и Африки Жоливе вновь обратился к экзотическому музыкальному материалу, задействованному им в Фортепианном концерте (1949—1950), Первой симфонии (1953) и некоторых других сочинениях. Жоливе также интересовался французской культурой: среди его произведений 1950-х — 1960-х годов — оратория «Правда о Жанне д’Арк» (1956), «Чудесные влюблённые» для оркестра (1961) по мотивам сочинений Мольера и Люлли. В последнем произведении оригинально сочетаются барочные формы и жанры с современными приёмами оркестровки. В 1959 Жоливе основал в Экс-ан-Провансе Французский центр музыкального гуманизма, с 1961 преподавал композицию в Парижской консерватории. В последние годы жизни композитор планировал написать оперу «Неизвестный солдат», однако замысел остался неосуществлённым.
Дочь Андре Жоливе Кристин была замужем за скрипачом Деви Эрлихом.

## Основные произведения
Музыкальный театр

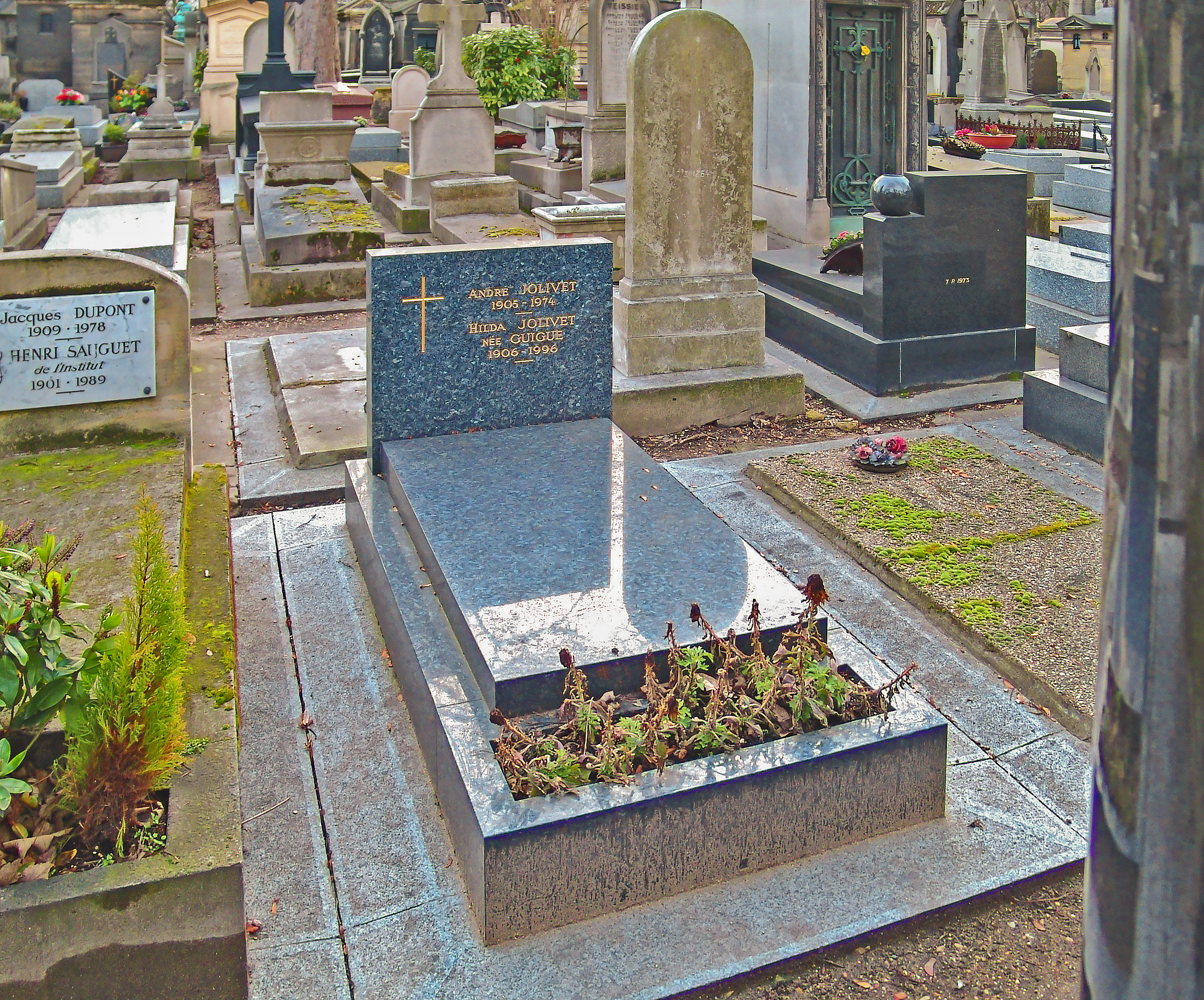
Могила Жоливе на кладбище Монмартр

- «Красавица и чудовище», балет (1938, совместно с Лезюром)
- «Четыре правды», балет (1941)
- «Долорес, или Чудо женщины», опера-буфф (1942)
- «Петрушка и Пандора», балет (1943)
- «Неизвестная», балет (1943)
- «Ариадна», балет (1964)
- «Богомиль, или Потерянный лейтенант» («Неизвестный солдат»), опера (1974, не окончена)

Вокально-оркестровые сочинения
- «Страшный суд», кантата для голосов, хора и оркестра (1941);
- «Правда о Жанне», оратория для шести голосов, чтеца, хора и оркестра (1956)
- Месса «Uxor tua» для пяти голосов и камерного ансамбля (1962);
- Мадригал для четырёх голосов и струнных (1963)
- «Сердце и материя», кантата для пяти голосов, хора и оркестра (1965)

Оркестровые сочинения
- Три симфонии для большого оркестра (1953, 1959, 1964), «Танцевальная симфония» (1940), симфония для струнных (1961)
- Концерты с оркестром: для волн Мартено (1947), для флейты (1949, со струнными), для фортепиано (1949—1950), для арфы (1952, с камерным оркестром), для фагота, арфы и фортепиано (1954, со струнными) для трубы (1954), для ударных (1958), для виолончели (№ 1 — 1962, № 2 — 1966), для скрипки (1972); Концертино для трубы и фортепиано (1948, со струнными)
- Анданте для струнных (1935), «Танец-заклинание» (1936), «Космогония» (1938), Пять ритуальных танцев (1939), «Психея» (1946), «Заокеанская сюита» (1955), Три интерлюдии из оратории «Правда о Жанне» (1956), «Французская сюита» (1957), Адажио для струнных (1960), «Чудесные влюблённые» (1961)

Камерные сочинения
- Струнные инструменты: Сюита для струнного трио (1930), Граве и жига для скрипки и фортепиано (1930), «Колыбельная ария» для скрипки и фортепиано (1930), Сюита для альта и фортепиано (1931), Соната для скрипки и фортепиано (1932), «Вечерняя серенада» для скрипки и фортепиано (1932), Струнный квартет (1934), Ноктюрн для виолончели и фортепиано (1943), Серенада для двух гитар (1956), «Стрела времени» для двенадцати струнных (1973), «Инь-Ян» для одиннадцати струнных (1973)
- Духовые инструменты: «Песнь Линоса» для флейты и фортепиано (1944), Серенада для гобоя и фортепиано (1945), «Бравурная ария» для трубы или корнета и фортепиано (1952), «Песня оринокских лодочников» для гобоя и фортепиано (1953), Фантазия-экспромт для альтового саксофона и фортепиано (1953), Фантазия-каприс для флейты и фортепиано (1953), «Размышление» для кларнета и фортепиано (1954), «Cabrioles» для флейты и фортепиано (1953), Соната для флейты и фортепиано (1958), Сонатина для флейты и кларнета (1961), Сонатина для гобоя и фагота (1963)
- Смешанные составы: Маленькая сюита для фортепианного квинтета, контрабаса и ударных (1947), «Рапсодия для семерых» для кларнета, фагота, корнета, тромбона, ударных, скрипки и контрабаса (1957), Двенадцать инвенций для духового и струнного квинтетов, трубы и тромбона (1966), «В сельском духе» для флейты и арфы (1963), Концертная сюита для флейты и ударных (1965), «Противоречие» для гобоя и арфы (1968), Барочное ариозо для трубы и органа (1968), «Церемониал», посвящение Эдгару Варезу для шести ударных (1968), «Гептада» для трубы и шести ударных (1971), «Пипобек» для блокфлейты и ансамбля ударных (1972), Три поэмы для волн Мартено и фортепиано (1935), Увертюра в форме рондо для четырёх волн Мартено, двух фортепиано и ударных (1938), Маленькая сюита для флейты, альта и арфы (1941), Дельфийская сюита для двенадцати инструментов (1943), «Рождественская пастораль» для флейты, фагота и арфы (1943)

Сочинения для инструментов соло без сопровождения
- «Апокалиптическая прелюдия» для органа (1935), «Пять заклинаний» для флейты (1936), Пять интерлюдий для органа (1947), «Гимн Вселенной» для органа (1961—1962), Два концертных этюда для гитары (1963), Сюита-рапсодия для скрипки (1965), Концертная сюита для виолончели (1965), Прелюдия для арфы (1965), Пять эклог для альта (1967), «Аскезы», пять пьес для флейты (или альтовой флейты или кларнета; 1967), «Мандала» для органа (1969), «Памяти Робера де Визе» для гитары (1972)

Сочинения для фортепиано
- Две сонаты (1945, 1957)
- «Варварский романс» (1920); Сарабанда на имя Эрика Сати (1925); Танго (1927); «Два движения» (1930); «Три времени» (1930); Шесть этюдов (1931); «Танцы для Зизу» (1934); «Сида Яхия» (1934); Танго «Алжир» (1934); «Старый верблюд» (1935); «Мадия» (1935); «Фом Бом Бо» (1935); «Мана», шесть пьес (1935); Этюд в античных ладах (1944); Румынский танец (1948); «Наивные песни», шесть пьес (1951); «Колыбельная в гамаке» (1951)
- Хорал и фугато для фортепиано в четыре руки (1932), «Танец змеи Хопи» для двух фортепиано (1948), «Патчинко» для двух фортепиано (1970)

Камерно-вокальные сочинения
- Литургическая сюита, для голоса и квартета инструментов (1942)
- Песни и романсы для голоса и фортепиано, для голоса и камерных ансамблей на стихи французских поэтов

Прочее
- Музыка к театральным спектаклям (более 20) по пьесам Лопе де Вега, Мольера, Мюссе, Клоделя и других авторов
- Музыка к художественным и документальным фильмам (в том числе в соавторстве с Онеггером и Лезюром)